# Міжнародна літературно-мистецька премія імені Григорія Сковороди
Міжнародна літературно-мистецька премія імені Григорія Сковороди в галузі літератури та мистецтва для відзначення заслуг у справі популяризації ім'я класика літератури, філософа Григорія Савовича Сковороди, його філософії життя

## Історія
Міжнародна літературно-мистецька премія імені Григорія Сковороди заснована Українським фондом культури 1991 року за ініціативи друзів Михайла Шевченка та Тараса Нікітіна у відповідь на розбите вандалами в Чорнухах погруддя Григорія Сковороди. Перші лауреати премії визначені 1992 року.

## Лауреати

### Україна

#### 2023
- Володимир Гнатюк - за визначний внесок у розвиток національно-патріотичного виховання дітей та учнівської молоді та книгу "Козацька гімназія на рубежі століть"
- Георгій Даценко - за визначний внесок у розвиток воєнної публіцистики, цикл нарисів та есе "На перехресті доль"
- Валентина Зенченко - за значний внесок у розквіт української національної культури.
- Світлана Касьяненко - за вагомий внесок у розвиток національної пісенної творчості, волонтерську та концертну діяльність для воїнів Збройних Сил України
- Любов Маслова - за вагомий внгесок у розвиток національної дитячої драматургії та створення вистав.для учнівської молоді.
- Світлана Мирвода - за багаторічну творчу і просвітницьку діяльність, волонтерство, збереження та популяризацію національних культурних цінностей.
- Лариса Недін - за вагомий внесок у розвиток національної культури України, творчу і просвітницьку діяльність та активну громадянську позицію.  [джерело?]
- Наталія Сіра - за значний внесок у розквіт української національної культури.
- Олександр Супруненко - за визначний внесок у галузі дослідження історії Полтавського краю.української археології та музейної справи.
- Ярослав Чорногуз - за визначний внесок у збереження надбань та розвиток кобзарського мистецтва, української поезії та тверду національно-патріотичну позицію.

#### 2022
- Оксана Гандурська, Таїна Братченко, Людмила Житня, Василь Лило, Леся Оленівська, Любов Пономаренко, Лідія Рижкова, Михайло Сидоржевський, Анатолій Стожук, Ольга Шаповал, Олександр Шугай – письменники, за значний внесок у розквіт української літератури;
- Олександр Дмитренко, Наталія Липявка, Сергій Ярешко – художники, за значний внесок  у розквіт  образотворчого мистецтва України;
- Наталія Дзюбенко-Мейс, Володимир Горох, Наталія Іванченко, Олена Шинкаренко – за значний вклад у розвиток української культури;
- Степан Бульба – за літопис українського відродження «Один із покоління на зламі епох»;
- Станіслав Максимчук – за піднесення  сценічної слави української літератури;
- Володимир Герман – за фотолітопис «Рушникова краса України»;
- Олег Шевченко – за створення фотолітопису  «Душа моєї України»;
- Костянтин Бобрищев – за фотолітопис «В сльозі і в радості моя земля»;
- Ольга Банитюк – за  піднесення бойового духу поетичного слова у фронтових умовах;
- Наталія Сулаєва, Оксана Христиченко – за значний внесок у розквіт української пісні;

Премією відзначені художні колективи:
- народний ансамбль бандуристок «Струни серця» Лохвицького міського будинку культури Полтавської області (художній керівник Тамара Федоренко);
- народний аматорський  інструментальний ансамбль «Леді імпульс» центру культури Кролевецької міської ради Сумської області (керівник Олена Завгородня).[1]

#### 2020-2021
Не присуджувалась

#### 2019
- Якубовський Ігор
- Мороз Сергій
- Мельник Віра

#### 2015
- Калініченко Володимир
- Христиченко Руслан за музично-пісенну творчість
- Борошнєв Володимир
- Мисник Сергій за створення Калайдинцівського краєзнавчого музею[2]

#### 2014
Чубарєва Ольга

#### 2013
Нагородження відбулося 1 жовтня 2013 в концертному залі Будинку художника НСХУ. Лауреати:
- Ніна Шаварська За поетичні твори, які стали піснями, мистецькі програми каналу "Культура"
- Сергій Кривенко, художник ;
- Іван Чумак, поет, прозаїк ;
- Фемій Мустафаєв, Народний артист України ;
- Іван Сміян, лікар-педіатр, член-кореспондент Академії медичних наук України ;
- Валерій Стрілко, білоруський поет, перекладач, член Союзу білоруських письменників та Національної спілки письменників України.

#### 2011
Віктор Семеняка за книгу "Галопом у Європу"

#### 2010
Андрущенко Віктор Петрович

#### 2009
- Володимир Підпалий За цикл поезій "Сковородинські думи" (посмертно)
- Олесь Воля за документальну книгу "Мор", присвячену історії Голодомору в Україні

#### 2007
- Ушкалов Леонід Володимирович
- Тарасюк Галина

#### 2006
- Володимир Стадниченко за книги "Іду за Сковородою", "Наш Перворозум" та інші публікації на сковородинівську тематику
- Микола Малахута за поетичні твори останніх років та подвижницьку діяльність у пропаганді рідної літератури

#### 2005
Шопша Микола за створені образи на сцені Національної опери України ім. Т. Г. Шевченка

#### 2000
«Гетьман» — ансамбль

#### 1999
«Явір» — квартет

#### 1998
Мушкетик Юрій

#### 1997
Рожков Юрій

#### 1996
Білоус Дмитро

#### 1995
- Вернигора Леонід за книжку оповідань "Дрова на зиму"
- Реп'ях Станіслав
- Плющ Василь

#### 1994
- Скирда Людмила
- Шевченко Михайло
- Наєнко Михайло
- Олійник Борис за цикл поезій "Сковорода і світ", есе "Час подвійних стандартів…", публіцистику останніх років.
- Іван Бокий за гостру соціальну публіцистику 1993–1994 рр.
- Олег Зуєвський за книги поезій "Кассіопея", "Парафрази"

#### 1993
- Нікітін Тарас Григорович за філософсько-публіцистичну поему "Діалог мовчання" (посмертно)
- Луків Микола за дослідження творчості Г. Сковороди та цикл статей про явище українського мислителя у світовій культурі

#### 1992
- Олексій Коломієць за повість "Святі грішниці"
- Володимир Малик за роман "Горить свіча" та інші історичні твори
- Дмитро Нитченко за книгу "Від Зінькова до Мельборну"
- Дмитро Шупта за книгу "Чаїне озеро"

### Представники інших країн
- 2015 — Лідія Корсун (США)
- 1995 — Сергій Законников (Білорусь)
- 1994 — Олег Зуєвський (Канада)
- 1993 — Валерій Ганічев (Росія)
- 1992 — Дмитро Нитченко (Австралія)